# 多佛鎮區 (明尼蘇達州奧姆斯特德縣)
多佛鎮區（英語：Dover Township）是位於美國明尼蘇達州奧姆斯特德縣的一個行政鎮區。

## 歷史
多佛鎮區於1859年成立，得名自新罕布夏州的多佛。

## 地方資料
多佛鎮區的面積為90.37平方千米，皆為陸地。根據2020年美國人口普查的數據，當地共有人口385人，而人口密度為每平方千米4.26人。